# Contesto (archeologia)
Il contesto archeologico è l'insieme dei reperti archeologici rinvenuti nell'ambito della stessa unità o l'ambiente in cui si possono trovare relazioni tra i reperti o, ancora, lo spazio geografico determinato, prodotto da una lunga serie di esperienze storiche.
Il termine ha avuto e continua ad avere una vasta gamma di interpretazioni diverse ed è spesso utilizzato per identificare aspetti specifici dell'archeologia.
Sebbene fosse un elemento già considerato importante dagli intellettuali illuministi, i primi ad utilizzarlo furono gli antichisti tedeschi dell'Ottocento. Uno dei primi archeologi a tenerne conto di cui abbiamo nota fu l'austriaco Emanuel Löwy (1857-1938), il quale adottò nelle sue ricerche archeologiche e storico-artistiche una prospettiva storicista che nell'interpretazione delle opere dava grande importanza al contesto in cui queste erano inserite. Nel secondo dopoguerra l'interpretazione più diffusa riprendeva la tendenza storicista, ritenendo però che la storicizzazione dei reperti fosse possibile solo se in rapporto con la classe sociale cui erano destinati.
Lo studio del contesto archeologico fu inoltre indispensabile negli studi di topografia urbana e archeologia dell'architettura: ben presto fu infatti abbandonato lo studio di edifici singoli ignorando il contesto di edificazione e la funzione. Negli ultimi decenni la tendenza più diffusa nella ricerca archeologica comprende grandi scavi che permettono la creazione di piante ricostruttive di una determinata zona con gli edifici e i reperti contestualizzati.

## Fonti
- Riccardo FRANCOVICH, Daniele MANACORDA (a cura di), Dizionario di archeologia. Temi, concetti e metodi, Bari, Laterza, 2017.